# San Giovanni Suergiu
San Giovanni Suergiu (sardinsky: Santu Giuànni Suèrgiu, SantuJuanniSruèxu) je italská obec (comune) v provincii Sud Sardegna v regionu Sardinie. Nachází se ve výšce 16 metrů nad mořem a má přibližně 5 600 obyvatel. Rozloha obce je 72,37 km².